# Marion (Iowa)
Pour les articles homonymes, voir Marion.
Marion est une ville du comté de Linn, en Iowa, aux États-Unis.
Elle fait partie de l'agglomération de Cedar Rapids.
La ville est nommée d'après Francis Marion.

## Personnalités notables
- Carey Bender (1972- ), NFL running back[1]
- Ray Cheetany (born 1977), Joueur de football américain à l'Université du Nevada Las Vegas et fondateur de RawTeams.com – The Sports Social Network
- Cherry Sisters, sœurs qui ont formé une tournée de vaudeville à la fin du XIXe siècle
- Swati Dandekar, sénateur de l'Iowa du dix-huitième district
- W. Franklin Dove, éducateur
- George Greene, juge de  la  cour suprême de l'Iowa
- John L. Grindell, membre de l'assemblée de l'État du Wisconsin
- Richard Haines (1906-1984), peintre et muraliste
- Ben F. Jensen (1892-1970), représentant des États-Unis de l'ancien septième district du Congrès de l'Iowa[2]
- Christian Joy, styliste modéliste
- Frank Lanning, acteur
- Ron Livingston, acteur de Sex and the City, Defying Gravity and Band of Brothers
- Thomas J. McKean, général de l'armée de l'Union pendant la guerre de Sécession
- Lee Moorhouse, photographe
- Bob Nielson, entraîneur de football de l'université du Dakota du Sud
- Marcus Paige (1993-), joueur de basketball à l'university de Caroline du Nord
- Christopher Reed, ancien candidat républicain au Sénat des États-Unis
- Hartzell Spence, écrivain
- Kiah Stokes (1993-), joueur de basketball à l'université du Connecticut et au New York Liberty de la WNBA
- Dale O. Thomas, entraîneur de lutte de l'État de l'Oregon